# Вдовствующая

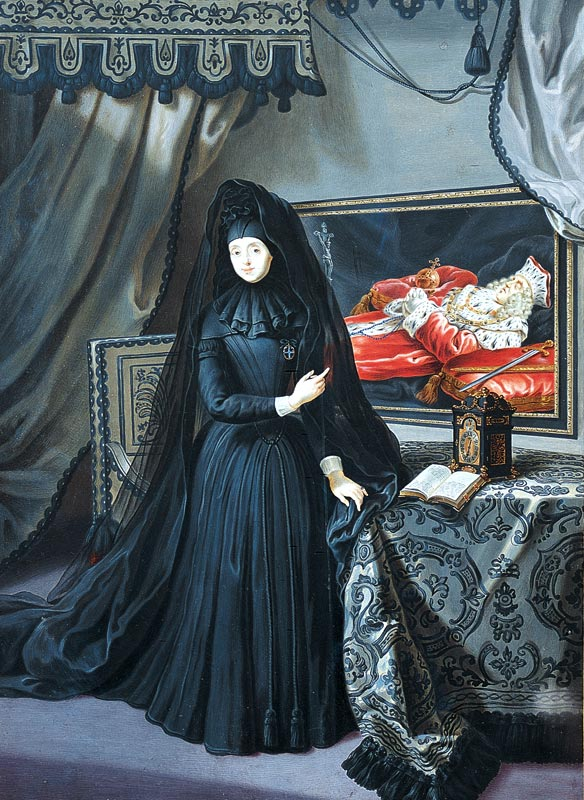
Вдовствующая Мария Луиза Медичи, вдова курфюрста Пфальцского, в трауре

Вдовствующая (англ. Dowager) — в системе титулования аристократов овдовевшая аристократка, сохраняющая свой титул после смерти мужа. Подобное состояние, обычно хорошо финансово обеспеченное, обычно гарантировалось финансовыми обязательствами, данными при заключении брака (Dower, Morgengabe).

Пример:
- Джейн замужем за Джоном, 1-м графом Ламширским, их сын Питер — виконт, его жена Петра — виконтесса. Джейн официально именуется Джейн, графиня Ламширская (Jane, Countess of Loamshire).
- Когда Джон умирает, Питер становится 2-м графом Ламширским. Его жена Петра теперь — Петра, графиня Ламширская (Petra, Countess of Loamshire). Передав невестке свой титул, Джейн теперь официально именуется Джейн, вдовствующая графиня Ламширская (Dowager Countess of Loamshire).

## Россия
Екатерина I и Екатерина II некоторое время, по смерти своих супругов-императоров, де-юре были вдоствующими императрицами, но практически сразу обрели статус царствующих монархов. Вдовствующими императрицами на практике (соблюдавшими определенный общепринятый образ жизни и правила этикета по этому вопросу) были:
- Мария Фёдоровна (жена Павла I)
- Елизавета Алексеевна (прожила всего несколько месяцев после смерти супруга и отдельного двора от наследника не имела)
- Александра Фёдоровна (жена Николая I)
- Мария Фёдоровна (жена Александра III)

## Азия
- Вдовствующая императрица (кит. 皇太后; кит. Húang Tài Hòu, кор. Hwang Tae Hu, Kōtaigō, вьет. Hoàng Thái Hậu) — на Дальнем Востоке титул, которым наделялась мать правящего императора, даже если она была не женой, а наложницей предыдущего.
- Великая вдовствующая императрица — титул, которым наделялась бабушка, регент, родоначальница императорского рода.

Примеры ошибочного перевода:

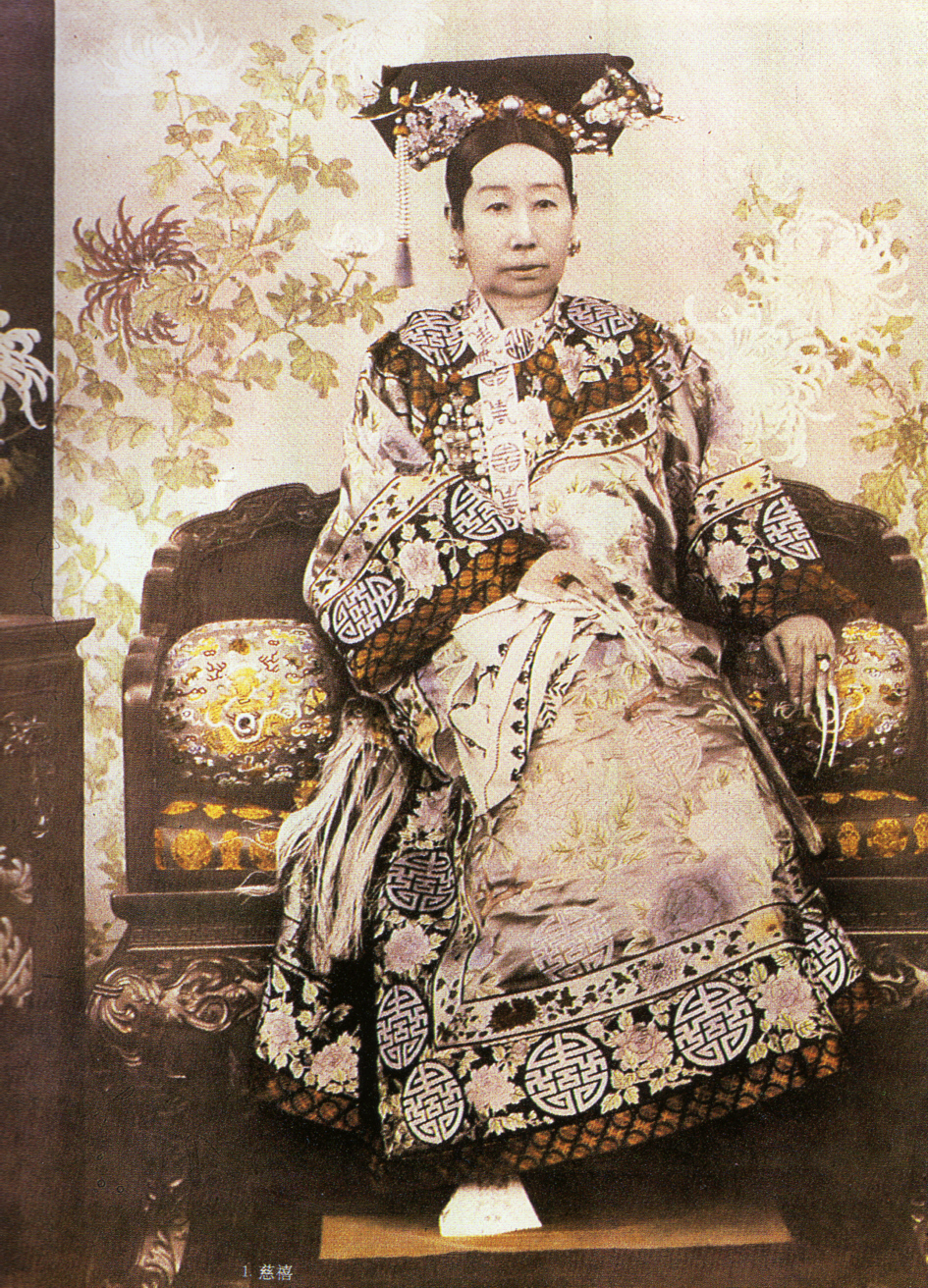
Вдовствующая императрица Цыси

«Моя жена и дочь были вызваны в нашу резиденцию прямо во время осмотра достопримечательностей Летнего дворца императрицы Довагер без объяснения причин». ([lib.ru/MEMUARY/SINGAPUR/singapur.txt Ли Куан Ю. Сингапурская история: из «третьего мира» — в «первый» (1965—2000)]).